# Bitka za Jajce 1992.
Bitka za Jajce 1992. bila je bitka za grad Jajce u velikosrpskoj agresiji na Bosnu i Hercegovinu.
Dio je velikosrpske Operacija Vrbas 92 započete ožujka 1992. godine. 
Cilj agresora bio je zauzeti grad Jajce, preuzeti strateške prometne i hidroenergetske pozicije na Vrbasu (HE Jajce I i HE Jajce II) i zatim preuzeti nadzor nad širim područjem Vrbaske župe. Jajce je bio cilj zbog njegova strateškog, prometnog i propagandnog značaja.
Obližnje selo Ljoljiće četnici su napali 23. ožujka. Zbog sveopće situacije, izvršni odbor SO Jajce proglasio je 7. travnja izvanredno stanje na području općine Jajce. 8. travnja u Barevu je ubijena prva žrtva Domovinskog rata u BiH Franjo Ladan Pancer. U Zagrebu je 10. travnja osnovana studentska jedinica (Postrojba) HVO-a, pod zapovjedništvom Stipana Spajića. U Jajce je stigla 1. svibnja 1992.godine.
Grad su napale srpske snage skupa s jedinicama JNA. Napadan je sa svih strana. Prvi topnički napad bio je 27. svibnja 1992., baš na sajmeni dan. Posljedica je bila nekoliko poginulih ljudi. U danima koji su uslijedili Jajčane i okolna mjesta sve češće su gađali agresorsko topništvo i projektili iz neprijateljske okolice. Uz svakodnevna granatiranja, hrvatski branitelji Jajca morali su se nositi sa snažnim udarima pješačko-oklopnih postrojba srpske vojske i JNA. Veliki pritisak srpskih snaga dolazio je sa svih strana, posebice iz pravca Mrkonjića i Banje Luke (Banjolučki korpus). 12. kolovoza agresori su izveli prvi zrakoplovni napad na Jajce. Ukupno su izveli 128 napada u 46 dana.
Prostor Jajca i Pougarja breanio se na bojišnici dugoj oko 125 km, a branilo ju je sedam jajačkih bojna, Duvanjska bojna Jajce, Pougarska bojna i I. bojna Kotor Varoš, pa još hrvatske postrojbe iz Lašvanske doline i postrojbe HOS-a, negdje oko 3500 bojovnika. Bila je tu još i TO BiH, sastavljena uglavnom o Muslimana. 
Zapovjednik HVO-a u Jajcu je bijo Stjepan Blažević, visoko obrazovan vojni oficir. 
Zbog sve teže situacije, vodstvo Hrvatske zajednice Herceg-Bosne i HVO-a došli su u situaciju da moraju bolje organizirati obranu grada, pa su formirali nove postrojbe. Činili su ih pripadnici HVO-a, HOS-a i Teritorijalne obrane. U obranu svog kraja došli su i Jajčani iz Tomislavgrada i Zagreba. Od dragovoljaca iz Zagreba, okupljenih oko kluba Jajčana, osnovana je koncem srpnja Prva jajačka bojna Tomislavgrad. Zapovjednik Prve jajačke bojne bio je pukovnik HVO Ivo Šimunović. Ukupno je na širem području Jajca bilo devet bojna branitelja. Sedam ih je bilo jajačkih te jedna kotorvaroška. Kotorvaroška bojna mnogo je prinijela obrani Jajca, osobito nakon pada Kotor Varoša. Sastav hrvatskih branitelja Jajca bio je: 80% Hrvata i 20% Muslimana.
Neiskreni muslimanskobošnjački vrh imao je zadnje namjere.[neutralnost upitna] Još veljače 1992. planirali su osvajati prostore od Hrvata. 
Dana 29. kolovoza 1992. TO BiH aktivirala je tobože "obrambeni" Plan Be, u stvari muslimanskobošnjački osvajački plan, kako je tijek događaja pokazao. 
Premda je Kotor Varoš pao prije Jajca, pojedina sela kod Kotor Varoša pala su poslije Jajca. Bila su ostala odsječena, pa su vojnici HVO kriomice dolazili kroz srpske položaje do najbližih hrvatskih sela po logističke potrepštine.
Neprijatelj je od početka bio jači opremom, ljudstvom i logistikom. Usprkos tome branitelji su izdržali sve do jeseni. Okolnosti im nikako nisu išle na ruku. Sami su bili u okruženju, a na drugim bojištima u središnjoj Bosni Hrvati su bili u sličnom teškom stanju. Logistička potpora, oružje, lijekovi i hrana sve se teže probijala. Prolazila je kroz Ramu preko Fojnice do Jajca. Opskrbu su povremeno ometale i pojedine muslimanske postrojbe. Braniteljske položaje napadali su tenkovi i zrakoplovi JNA pucanjem iz strojnica i bombardiranjem.
Izolirano Jajce imalo je ratnu bolnicu koja je svakodnevno obrađivala na stotinje ranjenika, bilo branitelja, bilo civila. U jajačkoj bolnici tih je mjeseci radio poznati ratni kirurg afričkog podrijetla Benjamin Alfred Markin, popularni "dr Ben". Zbog teške situacije, ratna je bolnica evakuirana. Premještena je u prostorije HE Jajce I. Hidroelektrana je mogla pružiti veću sigurnost i sigurnu opskrbu strujom, jer je bila ukopana duboko u brdu na lijevoj strani iznad rijeke Vrbasa. Bolnica je trpila zbog oskudice lijekova i sanitetskog materijala.
Civili su postupno tijekom borba napuštali grad Putem spasa, kojim je dolazila i pomoć. Braniteljski su se gubitci povećavali. Put spasa kojim su evakuirani ranjenici i civili vodio je preko teških brdovitih terena smjerom od Jajca do Travnika. No ni tada ovi ljudi nisu imali mira, premda ih se po Ženevskoj konvenciji nije smjelo dirati. Velikosrpski osvajač gađao je konvoje s izbjeglicama.
Petomjesečni žestoki napadi opremljenijeg i nadmoćnijeg neprijatelja rezultirali su popuštanjem obrambenih crta. Unatoč teškoj borbi i otporu branitelja, crte je neprijatelj probio te su se branitelji i civili zaputili u veliko povlačenje. Branitelji su izdržali do 30. listopada 1992. godine. Povlačenje nije prošlo mirno. Branitelji su se skupa s preostalim brojnim civilima povukli iz Jajca.
Premda su još trajala grčevita borba za Jajce, Muslimani su listopada 1992. poduzeli masovna razoružavanja pripadnika HVO-a u Novom Travniku i Zenici. 20. listopada 1992. jugozapadno od Zenice, kod Ahmića, pripadnici Armije BiH po nalogu Envera Hadžihasanovića, zapovjednika 3. korpusa Armije BiH blokirali su glavnu prometnicu i odbili propustiti pripadnike HVO-a na putu za prijeko potrebnu obranu jajačkog prolaza i Jajca koje se još borilo. Jasno je Armija BiH pokazala da zaista planira ofenzive protiv HVO-a i podjelu Središnje Bosne na enklave.
Stoga su pogrešne tvrdnje koje dolaze iz bošnjačkih pera da je Jajce palo 20. listopada. Dolazilo je iz redova ABiH, a optužbe idu tako daleko da optužuju HVO Jajce da je "izdao grad". Istina je da je HVO slao vojsku iz Hercegovine da brani Jajce. Muslimani kod Bugojna i Gornjeg Vakufa nisu im dali da prođu prema Jajcu. Također su blokirali pojačanje koje je išlo iz Busovače za Jajce. A U Travniku su Muslimani ubili zapovjednika HVO-a Travnika, Ivica Stojaka.
25. listopada Srbi su svojim vojnicima dijelili odlikovanja za "oslobođenje" Jajca. 
Nakon pada Posavine, Srbi su poslali svoje najelitnije postrojbe na Jajce. Krenuli su sa svime što su imali. Upotrijebili su zrakoplove, helikoptere, sve vrste topništva, rakete zemlja-zrak, tkz. krmače i čak bojne otrove. Jajce i Pougarje napadala je 30. partizanska krajiška brigada. Prema svjedočenjima Srba, pripadnika VRS, sudionika napada na Jajce, jajačko ratište bilo je najteže ratište na početku rata, uz Derventu. Zadnjih dana rata po 3000 granata se je ispaljivalo dnevno na grad. U pola godine prema nekim procjenama na grad su VRS i JNA ispalili i bacili preko 300 000 bomba i granata. Bilo je mnogo poginulih i ranjenih, procjene se kreću do 3000 osoba. Pred kraj opsade pripadnici VRS imali su samo HVO ispred sebe. U noći 29. listopada dio Jajca još je bio slobodan. Četnici su zauzeli zapadni dio grada i držali su pod nadzorom lijevu obalu Vrbasa. 
Tako su nakon neuspjele bitke za obranu Jajca, Hrvati i Muslimani, znači gotovo cjelokupno stanovništvo, napustili grad i srpske su snage zauzele Jajce. Izbjeglo je 30.000 ljudi. 103 branitelja poginula su braneći Jajce, petorica branitelja vode se kao nestali. Ranjenih branitelja je 492. Nisu poznate evidencije stradanja civila. 8. studenoga u Tomislavgradu je od prognanih Jajčana formirana je brigada Hrvoje Vukčić Hrvatinić koja je poslije sudjelovala u obrani drugih dijelova HZ HB-e.
Pad Jajca smatra se jednim od uzroka bošnjačko-hrvatskog sukoba u BiH. Pad Jajca nije prvi uzrok. Već oko polovice listopada 1992. godine datiraju prvi ozbiljniji sukobi između HVO-a i Armije BiH. Kad su Srbi osvojili Karaulu i Potkraj, a u Vitez su stigle hrvatski izbjeglice i prognanici iz Jajca. Glavnina HVO-a bila je u Jajcu ga od srpske agresije, u susjednoj viteškoj općini sukobljavaju se HVO i muslimansko-bošnjačka Armija BiH. Muslimansko-bošnjačke vlasti nisu dopuštale da se šalje pomoć braniteljima Jajca. Odvijanje događaja u budućnosti pokazali su razloge. Borbu Hrvata su iskoristili kao mogućnost za osvajanje cijele Lašvanske doline.
Osvojeni grad srpske su snage porušile, opljačkale, sve crkve uništile, sravnile povijesno svetište i crkvu sv. Ive u Podmilačju. Grad je opustio, ostao potpuno zapušten. Hrvatske su snage oslobodile Jajce tri godine poslije, 13. rujna 1995. godine.
O obrani Jajca braniteljska udruga 13. rujan Jajce producirala je dokumentarni film Jajce u obrani 1992. i Jajce u progonstvu 1992. – 1995.

## Vanjske poveznice
- HercegBosna - Portal Hrvata Bosne i Hercegovine Kraj listopada 1992. - Pad Jajca, 1. studenoga 2010.
- Svjedočenje generala Praljka na MKSJ: O padu Jajca i obrani Travnika
- Jajce u obrani 1992.
- Jugiliks  Arhivirana inačica izvorne stranice od 29. lipnja 2016. (Wayback Machine) Ewan Brown: Vojna situacija u Bosanskoj Krajini 1992., str. 144-145, 27. studenoga 2002. (srpski)